# Silvia Andonie

Silvia Graziano de Andonie née le 7 octobre 1955 est une ultra-triathlète et une coureuse d'ultrafond mexicaine.  Elle détient les records mondiaux féminins sur les ultra-triathlons 10x, 15x et 20x.

## Biographie
Silvia Graziano de Andonie détient les records mondiaux féminins sur les ultra-triathlons 10x, 15x et 20x.

## Record du monde
- 2 000 km piste : 19 j 20 h 26 min 7 s en 1997[1],[2]

## Records personnels
Statistiques de Silvia Graziano de Andonie d'après la Deutsche Ultramarathon-Vereinigung (DUV) :
- 50 km piste : 4 h 35 min 34 s aux 100 km Track Trophy for Woman de Nantes en 1996 (50 km split)
- 50 miles piste : 7 h 41 min 34 s aux 100 km Track Trophy for Woman de Nantes en 1996 (50 miles split)
- 100 km piste : 9 h 42 min 8 s aux 100 km Track Trophy for Woman de Nantes en 1996
- 12 heures route : 66,010 km aux championnats nationaux des 12 heures de Corriendo à Monterrey en 2007
- 24 heures route : 162,544 km aux 6 jours Race Self-Transcendence de New York en 2000 (24 h split)
- 48 heures route : 270,369 km à l'Ultra Trio 1000 Mile Race Sri Chinmoy de New York en 1993 (48 h split)
- 6 jours piste : 726,603 km aux championnats internationaux des 6 jours de Corriendo à Monterrey en 1997